# Tiro con l'arco ai Giochi della XXX Olimpiade - Squadre femminile
Il tiro con l'arco a squadre femminile dei giochi olimpici di Londra 2012 si è svolto tra il 27 ed il 29 luglio presso il Lord's Cricket Ground.

## Formato della gara
Le squadre si sono classificate dall'1 al 12 in base ai risultati dei tre componenti di ogni squadra nel turno di qualificazione, andando poi a comporre un torneo ad eliminazione diretta Ogni componente avrà 8 frecce per gara (per un totale di 24 a squadra). I vincitori passano al turno successivo, mentre gli sconfitti sono eliminati.

## Programma

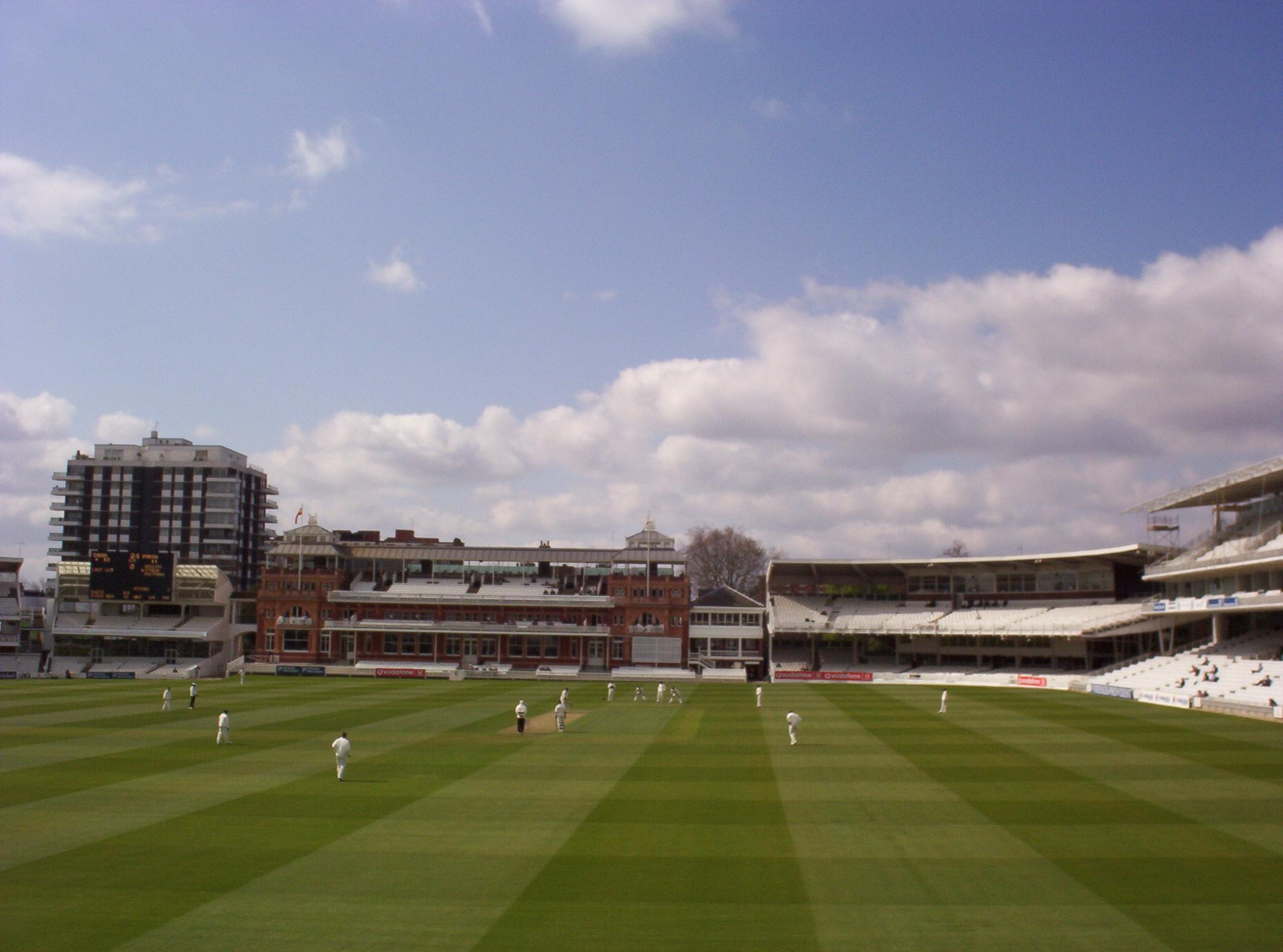
Lord's Cricket Ground

| Data                     | Ora         | Turno          |
| ------------------------ | ----------- | -------------- |
| Venerdì, 27 luglio 2012  | 13:00–15:00 | qualificazione |
| Domenica, 29 luglio 2012 | 09:00–10:40 | ottavi         |
| Domenica, 29 luglio 2012 | 15:00–16:40 | quarti         |
| Domenica, 29 luglio 2012 | 16:40–17:30 | semifinale     |
| Domenica, 29 luglio 2012 | 15:21–18:26 | finale         |

## Record
Prima di questa competizione i record erano i seguenti:
Qualificazione a 216 frecce
- Mondiale:  Corea del Sud Park Sung-hyun, Lee Sung-jin, Yun Mi-jin. Punti 2030[3]. Atene, Grecia. 12 agosto 2004
- Olimpico:  Corea del Sud Park Sung-hyun, Yun Ok-hee, Joo Hyun-jung. Punti 2004. Pechino, Cina. 9 agosto 2008

Gara a 24 frecce
- Mondiale:  Corea del Sud Park Sung-hyun, Yun Ok-hee, Joo Hyun-jung. Punti 231. Pechino, Cina. 10 agosto 2008
- Olimpico:  Corea del Sud Park Sung-hyun, Yun Ok-hee, Joo Hyun-jung. Punti 231. Pechino, Cina. 10 agosto 2008

## Risultati

### Qualificazione
| Posizione | Nazione       | Arciere                                                | Punteggio |
| --------- | ------------- | ------------------------------------------------------ | --------- |
| 1         | Corea del Sud | Lee Sung-Jin Ki Bo-Bae Choi Hyeonju                    | 1993      |
| 2         | Stati Uniti   | Miranda Leek Khatuna Lorig Jennifer Nichols            | 1979      |
| 3         | Taipei cinese | Le Chien-Ying Lin Chia-En Tan Ya-ting                  | 1976      |
| 4         | Messico       | Mariana Avitia Aída Romàn Alejandra Valencia           | 1974      |
| 5         | Giappone      | Kaori Kawanaka Ren Hayakawa Miki Kanie                 | 1965      |
| 6         | Russia        | Ksenija Perova Kristina Timofeeva Inna Stepanova       | 1962      |
| 7         | Cina          | Fang Yuting Cheng Ming Xu Jing                         | 1946      |
| 8         | Danimarca     | Louise Laursen Maja Jager Carina Christiansen          | 1946      |
| 9         | India         | Bombayla Devi Laishram Deepika Kumari Chekrovolu Swuro | 1938      |
| 10        | Italia        | Pia Carmen Lionetti Natalia Valeeva Jessica Tomasi     | 1937      |
| 11        | Gran Bretagna | Naomi Folkard Amy Oliver Alison Williamson             | 1874      |
| 12        | Ucraina       | Tetjana Dorochova Kateryna Palecha Lidiia Sičenikova   | 1868      |

### Tabellone
|  | Ottavi di finale | Ottavi di finale |               |          | Quarti di finale          | Quarti di finale          |  |  | Semifinali | Semifinali |  |  | Finale | Finale |
|  |                  |                  |               |          |                           |                           |  |  |            |            |  |  |        |        |
|  |                  |                  |               |          |                           |                           |  |  |            |            |  |  |        |        |
|  |                  |                  |               |          |                           |                           |  |  |            |            |  |  |        |        |
|  | Corea del Sud    | -                |               |          |                           |                           |  |  |            |            |  |  |        |        |
|  | Corea del Sud    | -                |               |          |                           |                           |  |  |            |            |  |  |        |        |
|  | Bye              | -                |               |          |                           |                           |  |  |            |            |  |  |        |        |
|  | Bye              | -                | Corea del Sud | 206      |                           |                           |  |  |            |            |  |  |        |        |
|  |                  |                  | Corea del Sud | 206      |                           |                           |  |  |            |            |  |  |        |        |
|  |                  | Danimarca        | 195           |          |                           |                           |  |  |            |            |  |  |        |        |
|  | Danimarca        | Danimarca        | 195           | 211      |                           |                           |  |  |            |            |  |  |        |        |
|  | Danimarca        |                  |               | 211      |                           |                           |  |  |            |            |  |  |        |        |
|  | India            | 210              |               |          |                           |                           |  |  |            |            |  |  |        |        |
|  | India            | 210              | Corea del Sud | 221      |                           |                           |  |  |            |            |  |  |        |        |
|  |                  |                  | Corea del Sud | 221      |                           |                           |  |  |            |            |  |  |        |        |
|  |                  | Giappone         | 206           |          |                           |                           |  |  |            |            |  |  |        |        |
|  | Giappone         | Giappone         | 206           | 207      |                           |                           |  |  |            |            |  |  |        |        |
|  | Giappone         |                  |               | 207      |                           |                           |  |  |            |            |  |  |        |        |
|  | Ucraina          | 192              |               |          |                           |                           |  |  |            |            |  |  |        |        |
|  | Ucraina          | 192              | Giappone      | 219      |                           |                           |  |  |            |            |  |  |        |        |
|  |                  |                  | Giappone      | 219      |                           |                           |  |  |            |            |  |  |        |        |
|  |                  | Messico          | 209           |          |                           |                           |  |  |            |            |  |  |        |        |
|  | Bye              | Messico          | 209           | -        |                           |                           |  |  |            |            |  |  |        |        |
|  | Bye              |                  |               | -        |                           |                           |  |  |            |            |  |  |        |        |
|  | Messico          | -                |               |          |                           |                           |  |  |            |            |  |  |        |        |
|  | Messico          | -                | Corea del Sud | 210      |                           |                           |  |  |            |            |  |  |        |        |
|  |                  |                  | Corea del Sud | 210      |                           |                           |  |  |            |            |  |  |        |        |
|  |                  | Cina             | 209           |          |                           |                           |  |  |            |            |  |  |        |        |
|  | Taipei cinese    | Cina             | 209           | -        |                           |                           |  |  |            |            |  |  |        |        |
|  | Taipei cinese    |                  |               | -        |                           |                           |  |  |            |            |  |  |        |        |
|  | Bye              | -                |               |          |                           |                           |  |  |            |            |  |  |        |        |
|  | Bye              | -                | Taipei cinese | 216 (26) |                           |                           |  |  |            |            |  |  |        |        |
|  |                  |                  | Taipei cinese | 216 (26) |                           |                           |  |  |            |            |  |  |        |        |
|  |                  | Russia           | 216 (28)      |          |                           |                           |  |  |            |            |  |  |        |        |
|  | Regno Unito      | Russia           | 216 (28)      | 208      |                           |                           |  |  |            |            |  |  |        |        |
|  | Regno Unito      |                  |               | 208      |                           |                           |  |  |            |            |  |  |        |        |
|  | Russia           | 215              |               |          |                           |                           |  |  |            |            |  |  |        |        |
|  | Russia           | 215              | Russia        | 207      |                           |                           |  |  |            |            |  |  |        |        |
|  |                  |                  | Russia        | 207      |                           |                           |  |  |            |            |  |  |        |        |
|  |                  | Cina             | 208           |          | Finale per il terzo posto | Finale per il terzo posto |  |  |            |            |  |  |        |        |
|  | Cina             | Cina             | 208           | 200      | Finale per il terzo posto | Finale per il terzo posto |  |  |            |            |  |  |        |        |
|  | Cina             |                  |               | 200      |                           |                           |  |  |            |            |  |  |        |        |
|  | Italia           | 199              |               |          |                           |                           |  |  |            |            |  |  |        |        |
|  | Italia           | 199              | Cina          | 208      | Giappone                  | 209                       |  |  |            |            |  |  |        |        |
|  |                  |                  | Cina          | 208      | Giappone                  | 209                       |  |  |            |            |  |  |        |        |
|  |                  | Stati Uniti      | 207           |          | Russia                    | 207                       |  |  |            |            |  |  |        |        |
|  | Bye              | Stati Uniti      | 207           | -        | Russia                    | 207                       |  |  |            |            |  |  |        |        |
|  | Bye              |                  |               | -        |                           |                           |  |  |            |            |  |  |        |        |
|  | Stati Uniti      | -                |               |          |                           |                           |  |  |            |            |  |  |        |        |
|  | Stati Uniti      | -                |               |          |                           |                           |  |  |            |            |  |  |        |        |